# Корупція в Росії
Корупція в Росії — складова суспільного життя Росії в різних формах її існування (Московське князівство, Московське царство, Російська імперія, Російська РФСР, Російська Федерація). В сучасній Росії являє собою значну проблему, що зачіпає всі аспекти життя, включаючи державне управління, правоохоронні органи, охорону здоров'я, освіту, церкву та інші сфери. Феномен корупції історично є частиною моделі державного управління в Росії. В Індексі сприйняття корупції, який щорічно публікується Transparency International, Росія знаходиться в числі 50 найбільш корумпованих країн світу.

## Історія

### Московське князівство і Московське царство
В Московській державі XVI-XVII ст. існувала заборона лише на так звані рос. посулы — хабарі суддям. До появи повноцінного інституту державної служби отримання грошей і їжі від підлеглих було природним засобом забезпечення діяльності посадових осіб. До реформ Петра Першого державні чиновники жили завдяки «годуваню», тобто на кошти, що надходили від осіб, зацікавлених в їх діяльності.
Поширеність корупції у ті часи підтверджується багатьма приказками і прислів'ями того часу. Як приклад (рос.):
- Не подмажешь — не поедешь.
- Суд прямой, да судья кривой.
- Судьям то и полезно, что в карман полезло.
- Всяк подьячий любит калач горячий.
- Не ходи в суд с одним носом, а ходи с приносом.
- Земля любит навоз, лошадь — овес, а судья — принос.
- Пред Бога — с правдой, а пред судьей — с деньгами.

## Корупція в сучасній Росії

### Нормативна база
Формально та відповідно до сучасного російським законодавством, у тому числі, федерального закону від 25 грудня 2008 № 273-ФЗ «Про протидію корупції», корупція — це дача хабара, одержання хабара, зловживання повноваженнями, комерційний підкуп або інше незаконне використання фізичною особою своєї посади всупереч законним інтересам суспільства і держави з метою отримання вигоди у вигляді грошей, цінностей, іншого майна або послуг майнового характеру, інших майнових прав для себе або для третіх осіб або незаконне надання такої вигоди зазначеній особі іншими фізичними особами; а також вчинення зазначених діянь від імені або в інтересах юридичної особи.
Фактично, корупція в сучасній Росії — розвинута і юридично захищена система, складовими якої є органи державної влади, за участі і сприяння яких здійснюються оборудки з державними коштами з метою отримання вигоди через істотно завищену, але отриману згідно чинного законодавства заробітну платню; через приватні або спільні підприємства, бенефіціарами яких часто виступають керівники державних підприємств або їх найближчі родичі; через офшорні компанії тощо. Сенатор США Джон Нілі Кеннеді в 2018 році охарактеризував владу Росії як мафію.

### Вплив на суспільство
Згідно з результатами опитувань служби «Левада-Центр» в 2005-2006 роках 50% респондентів називали корупцію в числі головних перешкод на шляху економічного підйому Росії.

### Корупційні діяння

#### «Експорт» корупції
В середині 2018 було повідомлено, що більшість жителів Великої Британії, які стали об'єктами розслідування за підозрою в незаконному збагаченні, виявилися росіянами або людьми, чиї активи пов'язані з Росією.
В липні 2018 у Брюсселі був показаний документальний фільм «Один кубок світу з футболу, одна війна, а скільки корупції?», що розкриває корупційні механізми, за допомогою яких Росія отримала право на проведення Чемпіонату-2018.

### Корупція та російські спецслужби

#### Кокаїн з Аргентини
В дипломатичній пошті посольства Росії в Аргентині аргентинською поліцією було виявлено близько 400 кг кокаїну. Наркотики були упаковані в 12 валіз і призначалися для перевезення до Росії. Поліція вилучила кокаїн, замінивши його звичайним борошном і встановила у валізи GPS-передавачі для того, щоб вислідити маршрут перевезення. Згодом було виявлено, що вантаж був перевезений до Москви літаком директора російської ФСБ Миколи Патрушева. Це перший підтверджений факт участі дипломатів Російської Федерації в обороті такого обсягу наркотичних речовин. Оціночна вартість вантажу — близько 50 млн євро.

### Обсяги
В 2017 році обсяги фінансових зловживань склали 1,865 трлн руб., що майже вдвічі більше, ніж в 2016, і в 3,5 рази більше, ніж в 2015.